# Le mie poesie per te
Le mie poesie per te è un singolo degli Stadio, pubblicato dalla EMI nel 2006, estratto dall'album L'amore volubile (2005).

## Il brano
Esiste su CD ed è stato reso disponibile per il download digitale nel secondo semestre del 2006.

## Tracce
Gli autori del testo precedono i compositori della musica da cui sono separati con un trattino.
Edizioni musicali EMI Music Publishing, Bollicine.
1. Le mie poesie per te – 5:00 (testo: Giacono Esposito, Saverio Grandi – musica: Andrea Fornili)

## Formazione
- Gaetano Curreri - voce
- Andrea Fornili - chitarre, tastiere, programmazione
- Roberto Drovandi - basso
- Giovanni Pezzoli - batteria